# Ejal Golan

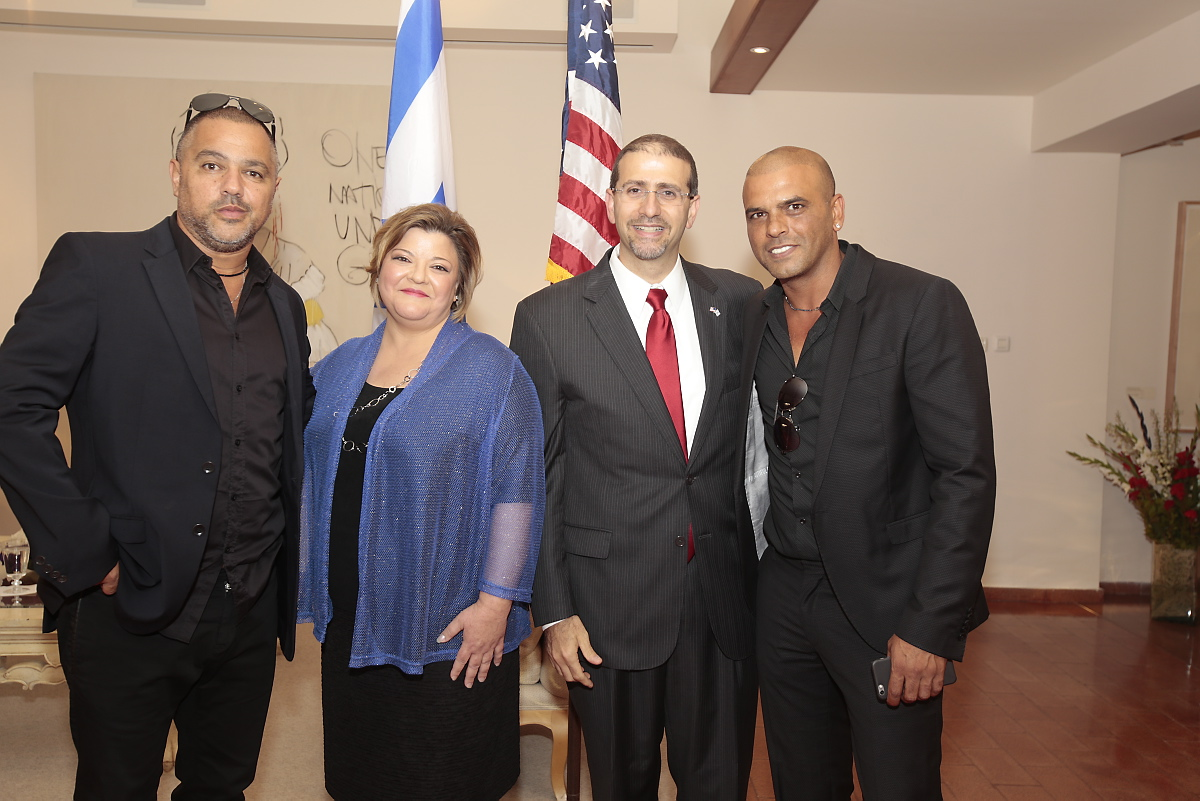
Ejal Golan w ambasadzie Izraela w Stanach Zjednoczonych

Ejal Golan, hebr. אייל גולן, pierw. Ejal Biton (ur. 12 kwietnia 1971 w Rechowot) – izraelski piosenkarz oraz producent filmowy.

## Życiorys

### Wczesne lata
Urodził się 12 kwietnia 1971 roku i dorastał w Rechowot. Jego muzyczne życie toczyło się równolegle ze sportowym. Jako nastolatek śpiewał z kilkoma zespołami muzycznymi i śpiewał w klubie nocnym.

### Kariera muzyczna

#### Debiut
W wieku 19 lat zaczął zbierać materiał oraz potrzebne środki pieniężne na swój debiut albumem Whispering at Night, który ukazał się w 1994 roku. W 1996 roku, po wydaniu debiutanckiego albumu, ukazał się drugi, nazwany Eyal Golan Live, wyprodukowany przez Jiszaja Ben Cura – album był wielkim sukcesem i sprzedał się w dziesiątkach tysięcy egzemplarzy. Ten album zawierał kilka utworów w języku arabskim, a także piosenkę przewodnią z debiutanckiego albumu Whisper at Night. Jego kolejny album z 1995 roku, Lehisha ba'Laila, składał się z klasycznych utworów izraelskich.
Następnie przyciągnął uszy Ze’ewa Nechamy i Tamira Kliskiego, założycieli izraelskich zespołu popowego Ethnix. Poprosili go o współpracę podczas jednego z jego występów w klubie nocnym. Golan współpracował z Ethnix przy trzech albumach, Bila'adayikh (1997), Chayal Shel Ahavah (1998) i Histakli Eilay (1999).

#### Kolejne lata

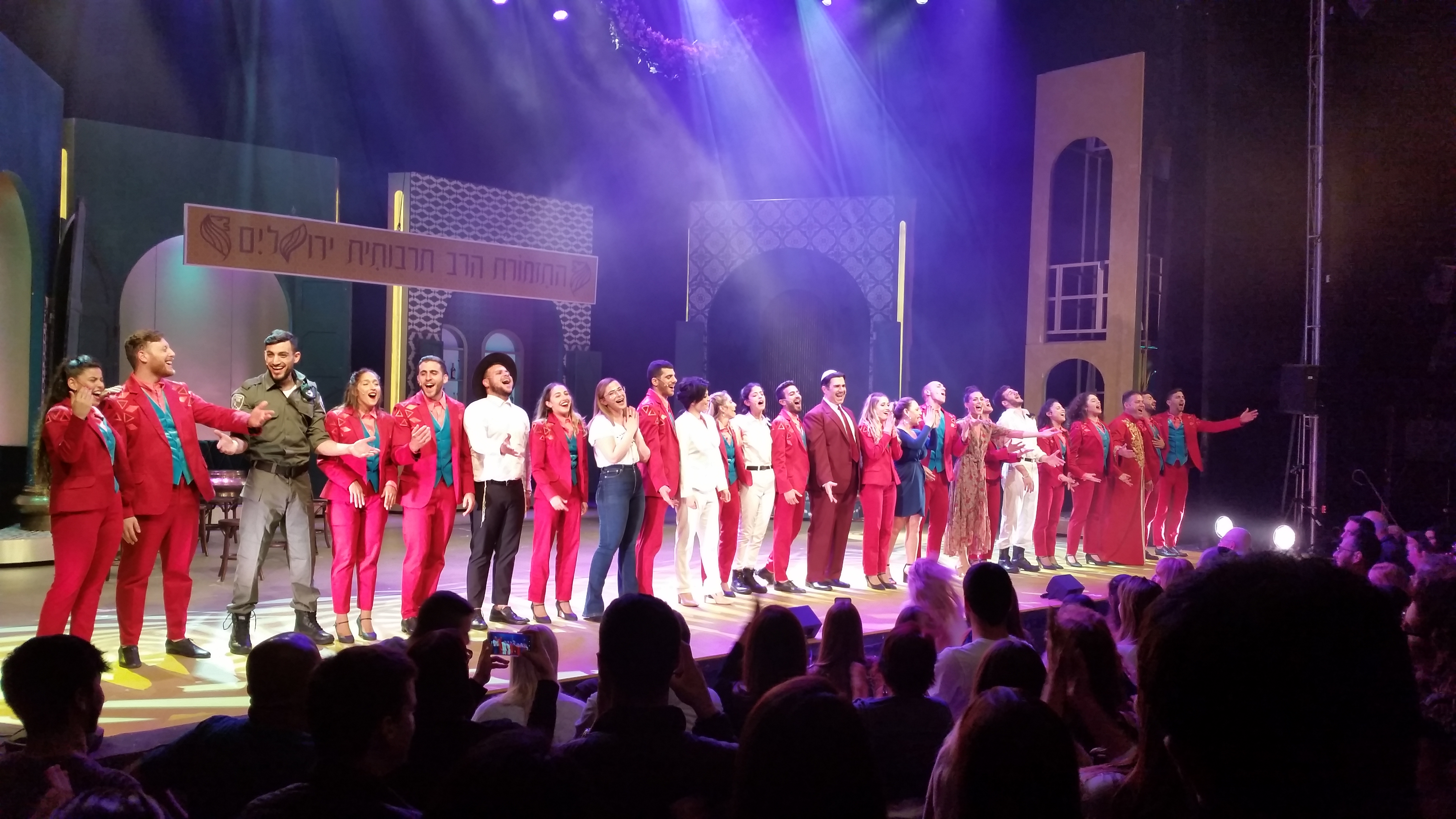
scena z musicalu bazowanego na singlach Eyala Golana

Po rozwiązaniu współpracy piosenkarz wznowił karierę solową albumem Clil Mejtar z 2001 roku. Jego kolejny 19. album znalazł się w Top 50 na izraelskich listach przebojów. Jego singiel z 2012 r. Kaszat Ito był najczęściej graną piosenką roku. Na cześć jego twórczości powstał także musical.

#### Współpraca
Współpracował z wieloma artystami muzycznymi, m.in. z takimi osobami jak Chajjim Jisrael, Ma Kazhur, Mosze Perec, Omer Adam, Vivo, Itaj Lewi, Ofer Nisim, czy Zohar Argow.

### Kariera sportowa
Od dzieciństwa interesował się piłką nożną. Grał w lokalnych drużynach z Rechowot. W 1988 roku dostał się do drużyny sportowej Hapoel Marmorek U19 na pozycji napastnika. 1 lipca 1998 roku przeniósł się do klubu Hapoel Marmorek, a 1 lipca 2005 do Maccabi Sza’arajim. 1 lipca 2007 zrezygnował z gry w piłkę nożną na 5 lat, po czym 1 września 2012 roku dostał się do Beitar Kefar Sawa. W 2014 roku kupił swoją starą drużynę Hapoel Marmorek z adwokatem Eldadem Perrim W 2017 roku, pod koniec swojej kariery sportowej wrócił do klubu Hapoel Marmorek.

### Kariera filmowa
20 lutego 2011 r. Golan po raz pierwszy uczestniczył w reality show na izraelskim kanale Channel 24, zatytułowanym Eyal Golan is Calling You.  W ramach tego programu Golan szukał śródziemnomorskiego piosenkarza, dla którego przy pomocy twórców: Josiego Gispana, Adiego Leona i prezentera telewizyjnego Jarona Ilana opracuje album studyjny.
Nagrał muzykę do czterech filmów i zagrał w 16 utworach filmowych (we wszystkich jako on sam). Najbardziej znany był z serialu Eyal Golan Kore Lach, gdzie zasiadał na miejscu jurora oraz z muzyki do filmu Josi.

## Życie prywatne
W 2002 ożenił się z izraelską modelką Ilanit Lewi, z którą miał troje dzieci: Li’ama, Jan oraz Alin. W 2008 roku rozwiódł się, a w 2019 jego partnerką została Daniel Greenberg, z którą będzie miał dziecko. W 2020 roku miał odbyć się ich ślub, niestety w związku z panującą na świecie epidemią koronawirusa COVID-19, która dostała się do Izraela, jego rząd zakazał odbywania się większych zgromadzeń i zdarzeń. Na ślubie miało się jednak pojawić ponad tysiąc osób, więc został tymczasowo odwołany. Mieszka obecnie w Tel Awiwie.

## Problemy publiczne

### Przestępstwapodatkowe
W dniu 17 stycznia 2011 roku został aresztowany i zwolniony za kaucją i na restrykcyjnych warunkach po podejrzeniu o oszustwo podatkowe. W dniu 20 października 2013 roku został złożony przed nim, a on własnością produkcyjnych kierownictwo firmy oskarżonych w odniesieniu do dochodu u źródła w wysokości $ 2,5 miliona i złożenia fałszywych faktur. Golan przyznał oskarżenia przeciwko niemu i został skazany na cztery miesiące pracy społecznej i grzywnę w wysokości 75 000 nowych izraelskich szekli. Po tym, jak został skazany, Stany Zjednoczone powstrzymały się od odnowienia wizy wjazdowej i przestał się tam pojawiać. Liam Productions posiada obecnie grzywnę w wysokości 100 000 szekli.

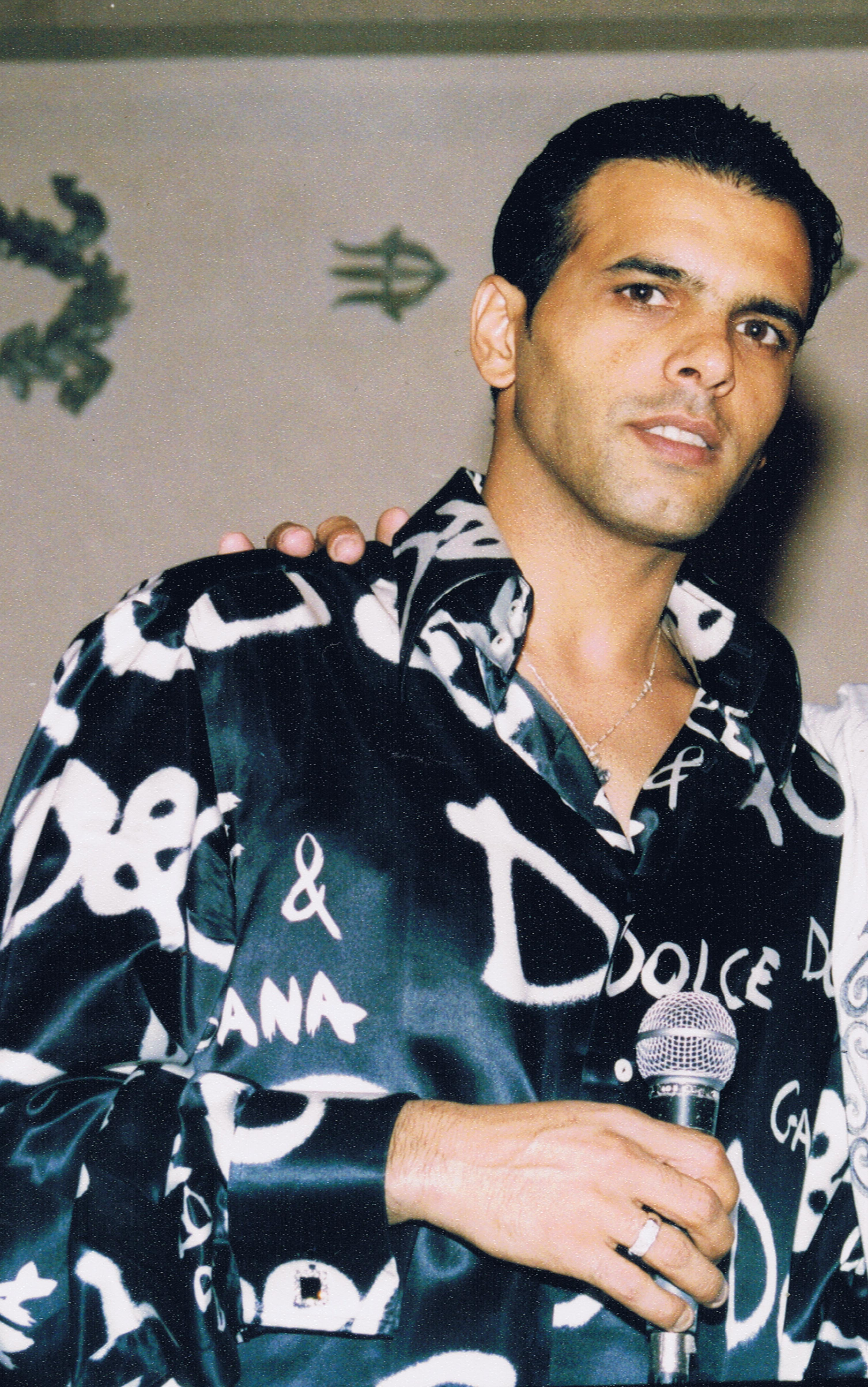
Ejal Golan w 2002 roku

### Przestępstwa seksualne
W 2013 roku rozpoczęła dochodzenie policji przeciwko Golanowi, jego ojcu Daniemu Bitonowi i kilku innym osobom, w związku z podejrzeniem o seks z nieletnimi.
W miesiącach następujących po wiadomościach w mediach stacje radiowe odmówiły odtwarzania piosenek Golana, a liczba jego utworów muzycznych we wszystkich stacjach radiowych w Izraelu spadła o 23 procent w porównaniu z analogicznym okresem rok wcześniej. Na stacjach krajowych: Wave of the IDF (קול ישראל) oraz Voice of Israel (גלי צה"ל) nastąpił gwałtowny spadek liczby utworów Golana, o 70 procent w porównaniu z rokiem wcześniejszym. Ponadto anulowano dziesiątki koncertów Golana oraz usunięto go z panelu jurorskiego programu Ha-Kochaw Ha-Ba. W listopadzie 2013 r. twórca programu telewizyjnego Rainbow Broadcasting ogłosił zawieszenie programu Next Star (w którym występował Ejal Golan), a także zawieszenie produkcji w czwartym sezonie Eyal Golan is calling you, w związku z podejrzeniami przypisywanymi mu za przestępstwa seksualne.

## Popularność
Jest bardzo popularnym piosenkarzem w Izraelu, a wyświetlenia jego klipów muzycznych liczy się w milionach. Według serwisu internetowego popnable zarabia około 705 tysięcy dolarów amerykańskich rocznie (nie wliczając koncertów publicznych), a łącznie w swojej wieloletniej karierze zarobił prawie 450 milionów dolarów. Jest najlepiej zarabiającym piosenkarzem w Izraelu, a jego przychody w nowych izraelskich szeklach (walucie Izraelu) wynosi 8.2 miliona.

## Nagrody
W 1997 roku otrzymał nagrodę „Performer of the Year” przyznaną przez izraelski Channel 2.

## Filmografia

### Muzyka

#### Filmy
- 2012: Josi
- 2008: Shmuot

#### Telewizja
- 2017: Machar Szabat
- 2013: Ha-Kochaw Ha-Ba

### Jako aktor

#### Filmy
- 2009: On a Tightrope we własnej osobie
- 2009: It's Me: Eyal Golan we własnej osobie
- 2008: Shmuot we własnej osobie

#### Telewizja
- 2019: HaAch HaGadol VIP we własnej osobie
- 2018 – 2019: Ofira & Berkovic we własnej osobie
- 2018 – 2019: Goalstar we własnej osobie
- 2018: Aviv or Eyal we własnej osobie
- 2017: Machar Shabat we własnej osobie
- 2014: Tochnit Kitzis we własnej osobie
- 2011 – 2014: Big Brother Israel (wydanie reality show Big Brother) we własnej osobie
- 2013: Ambush we własnej osobie
- 2013: Ha-Kochaw Ha-Ba we własnej osobie
- 2012: Buba Shel Medina we własnej osobie[23]
- 2011: Eretz Nehederet we własnej osobie
- 2011: Eyal Golan Kore Lach we własnej osobie
- 2010: Uvda we własnej osobie

## Dyskografia

### Albumy studyjne

#### jako autor
- 1994: Whispering Night
- 1995: לחישה בלילה
- 1996: בהופעה חיה
- 1997: בלעדייך
- 1998: חייל של אהבה
- 1999: הסתכלי אליי
- 2000: אתני‫X* ו אייל גולן* – המופע המשותף
- 2001: צליל מיתר
- 2002: ואני קורא לך
- 2003: חלומות
- 2005: מציאות אחרת
- 2007: בשבילך נוצרתי
- 2008: בהיכל התרבות
- 2008: הוזה אותך מוליEyal Golan w 2011 roku
- 2009: קיסריה
- 2009: זה אני
- 2010: Derech La'chaim – דרך לחייים
- 2011: חלק מחיי

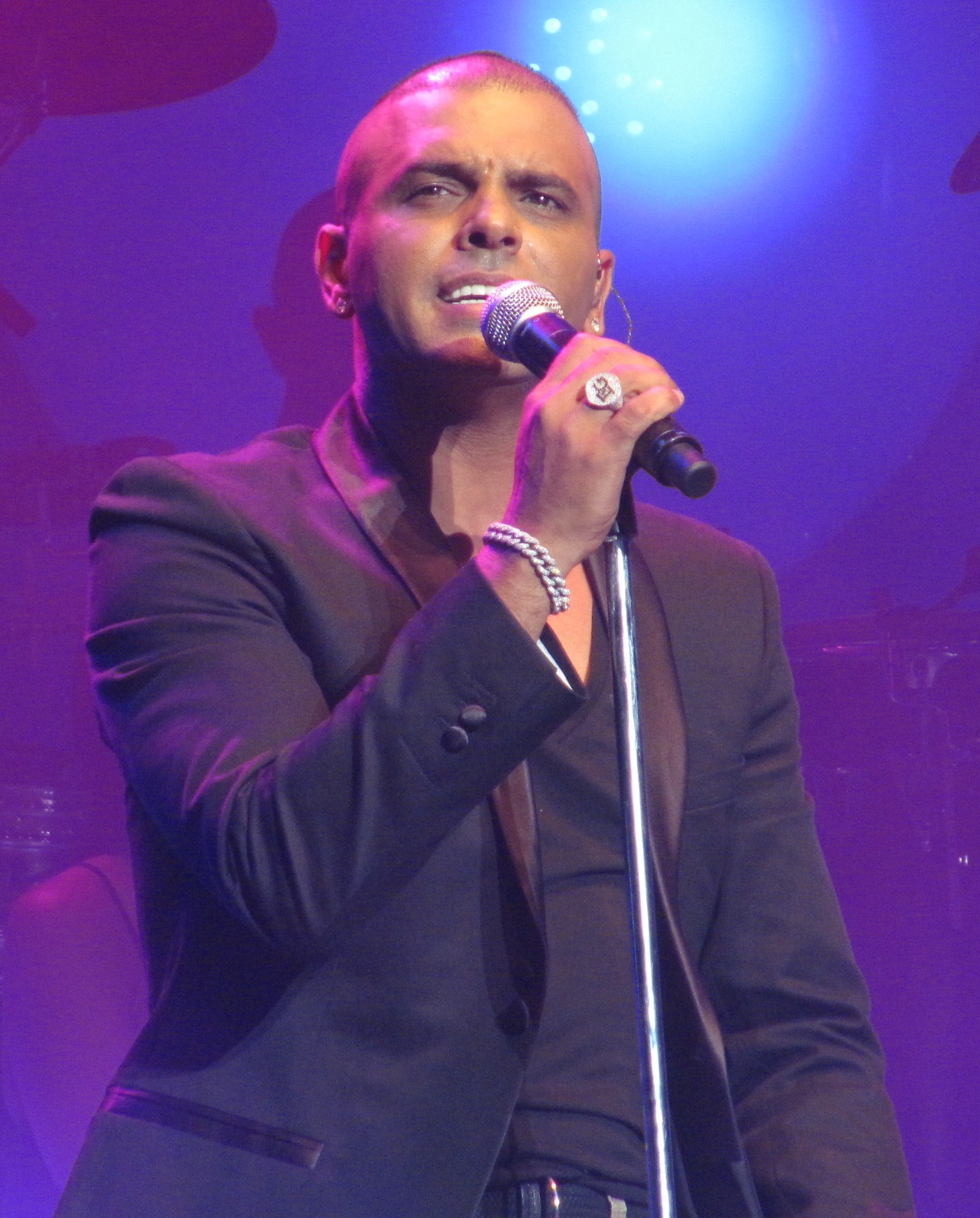
Eyal Golan w 2011 roku

- 2012: נגעת לי בלב הופעה חיה בקיסריה
- 2012: Nagaat Li Balev – נגעת לי בלב
- 2012: Nagt li Balev
- 2013: הלב על השולחן | The Heart On The Table
- 2013: הלב על השולחן הופעה חיה בקיסריה
- 2014: Yamim Yagidu – ימים יגידו
- 2015: Besof Kol Yom -[24]בסוף כל יום

#### gościnnie
- 1997: Bila'adayikh
- 1998: Chayal Shel Ahavah
- 1999: Histakli Eilay[3]

### Single

#### Zanotowane na listach przebojów

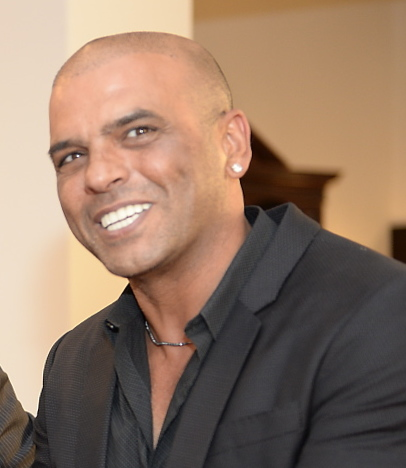
Eyal Golan w 2015 roku

| Tytuł                                                                                               | Rok  | Najwyższe Pozycje na listach przebojów | Najwyższe Pozycje na listach przebojów | Najwyższe Pozycje na listach przebojów |
| Tytuł                                                                                               | Rok  | ISR Dzienny                            | ISR Tygodniowy                         | ISR Miesięczny                         |
| --------------------------------------------------------------------------------------------------- | ---- | -------------------------------------- | -------------------------------------- | -------------------------------------- |
| "Rokedet Baleylot"                                                                                  | 2016 | —                                      | 12                                     | 15                                     |
| "Rahok Mikan"                                                                                       | 2016 | 45                                     | 3                                      | 6                                      |
| "Kedey She Elech"                                                                                   | 2016 | —                                      | 7                                      | 13                                     |
| "Ach Yakar"                                                                                         | 2016 | —                                      | 21                                     | 32                                     |
| "Bati Elaich"                                                                                       | 2016 | 8                                      | 1                                      | 5                                      |
| "Ata Hamelech"                                                                                      | 2016 | 42                                     | 5                                      | 8                                      |
| "Dvash Basfataim"                                                                                   | 2016 | —                                      | 6                                      | 7                                      |
| "Lean Heganu"                                                                                       | 2016 | —                                      | 1                                      | 9                                      |
| "Rokedet Im Hashir"                                                                                 | 2016 | —                                      | 12                                     | 19                                     |
| "Hazak Yoter"                                                                                       | 2016 | 83                                     | 4                                      | 12                                     |
| "Kmo Tzoani"                                                                                        | 2016 | —                                      | 11                                     | 22                                     |
| "Hopa Pa"                                                                                           | 2016 | —                                      | 8                                      | 17                                     |
| "Melech Haolam"                                                                                     | 2016 | —                                      | 6                                      | 11                                     |
| "Rak Ted'i" (Ft. Mike Stanley & Duke Anthony)                                                       | 2016 | —                                      | 5                                      | 6                                      |
| "Bli Lehitkaven"                                                                                    | 2016 | 58                                     | 2                                      | 4                                      |
| "Goda Boba" (& Vivo)                                                                                | 2017 | 89                                     | 2                                      | 5                                      |
| "Beautiful You Happy"                                                                               | 2017 | —                                      | 5                                      | 5                                      |
| "Lucky"                                                                                             | 2017 | —                                      | 9                                      | 16                                     |
| "Mazal" (& Omer Adam)                                                                               | 2017 | 97                                     | 5                                      | 6                                      |
| "Give It Back To Me"                                                                                | 2017 | 30                                     | 7                                      | 12                                     |
| "Moon Is Gone"                                                                                      | 2017 | —                                      | 23                                     | 35                                     |
| "Flowers In The Desert"                                                                             | 2017 | 100                                    | 26                                     | 39                                     |
| "Games Of Honor"                                                                                    | 2017 | 99                                     | 13                                     | 15                                     |
| "Suffocating With Love"                                                                             | 2017 | —                                      | 39                                     | 54                                     |
| "Do Not Make A Mistake"                                                                             | 2017 | —                                      | 53                                     | 69                                     |
| "Drifting Like A Child"                                                                             | 2017 | —                                      | 20                                     | 36                                     |
| "Mami"                                                                                              | 2017 | 80                                     | 2                                      | 2                                      |
| "Mother"                                                                                            | 2017 | —                                      | 24                                     | 42                                     |
| "Singing And Soccer"                                                                                | 2017 | —                                      | 22                                     | 34                                     |
| "Back In Time"                                                                                      | 2017 | —                                      | 15                                     | 23                                     |
| "Clothes And Gifts"                                                                                 | 2017 | —                                      | 43                                     | 51                                     |
| "It's Not Easy To Be Simple"                                                                        | 2017 | —                                      | 17                                     | 27                                     |
| "Do Not Tell Me Not"                                                                                | 2017 | —                                      | 45                                     | 50                                     |
| "It's Dangerous"                                                                                    | 2017 | 34                                     | 19                                     | 18                                     |
| "I Only Have You"                                                                                   | 2017 | —                                      | 55                                     | 78                                     |
| "Come Today"                                                                                        | 2017 | 10                                     | 2                                      | 2                                      |
| "Hatunat Hashana" (& Itay Levy)                                                                     | 2017 | 49                                     | 8                                      | 9                                      |
| "Hatunat Hashana (Remix)" (& Itay Levy)                                                             | 2017 | —                                      | —                                      | 189                                    |
| "Flowers In The Desert" (nowa wersja)                                                               | 2017 | —                                      | 63                                     | 87                                     |
| "All The Country"                                                                                   | 2017 | —                                      | 27                                     | 49                                     |
| "As Of Today"                                                                                       | 2017 | 73                                     | 1                                      | 3                                      |
| "As In Those Books"                                                                                 | 2018 | 80                                     | 4                                      | 9                                      |
| "In A Minute You're Gone"                                                                           | 2018 | —                                      | 6                                      | 10                                     |
| "Sea Of Tears"                                                                                      | 2018 | —                                      | 98                                     | 120                                    |
| "Being A Man"                                                                                       | 2018 | 96                                     | 59                                     | 72                                     |
| "I Finished Reserve Duty"                                                                           | 2018 | —                                      | 141                                    | 239                                    |
| "The Old People Say"                                                                                | 2018 | —                                      | 108                                    | 188                                    |
| "Until When Is My God"                                                                              | 2018 | —                                      | 110                                    | 116                                    |
| "Do Not Ask"                                                                                        | 2018 | —                                      | 114                                    | 136                                    |
| "At Night"                                                                                          | 2018 | —                                      | 104                                    | 147                                    |
| "The Flower Is Harp"                                                                                | 2018 | —                                      | 90                                     | 170                                    |
| "To Be In Love With You"                                                                            | 2018 | 63                                     | 3                                      | 9                                      |
| "The Missing Words"                                                                                 | 2018 | 22                                     | 3                                      | 10                                     |
| "Are Going Crazy"                                                                                   | 2018 | 69                                     | 14                                     | 17                                     |
| "Crazy Madness"                                                                                     | 2018 | 38                                     | 3                                      | 5                                      |
| "The Unit"                                                                                          | 2018 | —                                      | 175                                    | 394                                    |
| "I'll Be Everywhere"                                                                                | 2018 | 1                                      | 1                                      | 2                                      |
| "Do Not Understand"                                                                                 | 2018 | 2                                      | 3                                      | 4                                      |
| "First Love"                                                                                        | 2019 | 2                                      | 3                                      | 22                                     |
| "Reverse From The Universe"                                                                         | 2019 | 2                                      | 3                                      | 3                                      |
| "What Are You Afraid Of?"                                                                           | 2019 | 1                                      | 1                                      | 1                                      |
| "From Tomorrow"                                                                                     | 2019 | 14                                     | 18                                     | 22                                     |
| "Weekend"                                                                                           | 2019 | 49                                     | 69                                     | 152                                    |
| "My Brother Told Me"                                                                                | 2019 | 25                                     | 35                                     | 88                                     |
| "London"                                                                                            | 2019 | 6                                      | 9                                      | 10                                     |
| "Drunk At Night"                                                                                    | 2019 | 20                                     | 24                                     | 71                                     |
| "How Good It Is For You To Come"                                                                    | 2019 | 26                                     | 37                                     | 65                                     |
| "Take Your Day"                                                                                     | 2019 | 21                                     | 28                                     | 33                                     |
| "Another Place"                                                                                     | 2019 | 16                                     | 29                                     | 79                                     |
| "Dance Like Crazy"                                                                                  | 2019 | 43                                     | 53                                     | 80                                     |
| "Collection More Longing"                                                                           | 2019 | 3                                      | 3                                      | 11                                     |
| "Doing With The Eyes"                                                                               | 2019 | 4                                      | 6                                      | 10                                     |
| "Close To Me"                                                                                       | 2019 | 3                                      | 3                                      | 8                                      |
| "Make Peace With You"                                                                               | 2020 | 2                                      | 3                                      | 4                                      |
| "From Here to Eternity"                                                                             | 2020 | 1                                      | 2                                      | 3                                      |
| "Live Proect"                                                                                       | 2020 | 14                                     | 124                                    | 318                                    |
| "Special Passover"                                                                                  | 2020 | 4                                      | 34                                     | 197                                    |
| "Of All The Temporary Loves"                                                                        | 2020 | 2                                      | 2                                      | 6                                      |
| "Roller Coaster"                                                                                    | 2020 | 4                                      | 4                                      | 72                                     |
| "Captive To Love"                                                                                   | 2020 | 2                                      | 3                                      | 10                                     |
| "Standing Here Alone"                                                                               | 2020 | 6                                      | 13                                     | 54                                     |
| "Love Guards"                                                                                       | 2020 | 11                                     | 37                                     | 105                                    |
| "Just For A Minute"                                                                                 | 2020 | 8                                      | 18                                     | 66                                     |
| "If Only You Knew"                                                                                  | 2020 | 4                                      | 9                                      | 59                                     |
| "Coming Home"                                                                                       | 2020 | 13                                     | 28                                     | 90                                     |
| "A Luxurious Routine"                                                                               | 2020 | 2                                      | 9                                      | 151                                    |
| "—" oznacza to, że utwór nie zadebiutował na liście lub utwór nie został wydany w podanych krajach. |      |                                        |                                        |                                        |

#### Niezanotowane single[25]
- 1997: Bila'adayikh
- 1997: Einaich mesaprot
- 1997: Ha-shir ha-aharon
- 1997: Hazri elai
- 1997: Lean at holehet
- 1997: Lev shel gever
- 1997: Naara
- 1997: Od yom she avar
- 1997: Tzi el ha-halon
- 1997: Yeldati na shuvi
- 1998: Ba-hof shel Portugal
- 1998: Dmaot
- 1998: Hayal shel ahava
- 1998: Liknot lach ya'alom
- 1998: Mevakshim hayim
- 1998: Ohev otach la-nezach
- 1998: Otach isha
- 1998: Shkalim
- 1998: Yafa sheli
- 1998: Zara
- 1999: Ahava aheret
- 1999: Ahava yaldut
- 1999: Beiri
- 1999: Eih
- 1999: Histakli elay
- 1999: Lev hole
- 1999: Meleh ha'migrash
- 1999: Sho'shanat sfarad
- 1999: Toda la'el
- 1999: Yam shel tauoyot
- 2001: Bein hatov Ve'hara
- 2001: Bubim bubot
- 2001: Ha'dereh aruka
- 2001: Ha'halom sheli
- 2001: Ha'metziut shelah
- 2001: Harikud hu shelah
- 2001: Imri li
- 2001: Lu haiti
- 2001: Manginat ha'lev
- 2001: Milion o dollar
- 2001: Tzlil meitar
- 2002: Dabri iti
- 2002: Eich
- 2002: Elohai
- 2002: Ha'laila ha'shahor
- 2002: Ha'or she'be'einayim
- 2002: Le'ehov otah
- 2002: Rayiti bah isha
- 2002: Tahzeri
- 2002: Ve'ani koreh lach
- 2002: Yam prahim
- 2003: Ain hazarkah
- 2003: Chalomot
- 2003: Elinor
- 2003: Enaich hachomot
- 2003: Haahava hajeshana
- 2003: Kemo ruach searah
- 2003: Leshachet avodah
- 2003: Rachok rachok
- 2003: Ze lo chalom
- 2005: Hof el hof
- 2005: Kshe'at tzoheket
- 2005: Lev shavur
- 2005: Malkat hayofi sheli
- 2005: Metziout acheret
- 2005: Mitga'agea
- 2005: Od kama regaim
- 2005: Seret shahor lavan
- 2005: Sha'ar ha'chaim
- 2005: Tirkedi
- 2005: Zlil meitar (& Rami Kleinstein)
- 2007: Ahavat hayai
- 2007: Al telhi li
- 2007: At hayafa banashim
- 2007: At sheli ani shelach
- 2007: Betoch hakesem
- 2007: Bishvilekh notzarti
- 2007: Geshem bemai
- 2007: Halev sheli
- 2007: Hoze otah muli
- 2007: Im yesh gan eden
- 2007: Khi oti
- 2007: Kvar lo yahol
- 2007: Lama neshama
- 2007: Liam
- 2007: Lohemet
- 2007: Malah
- 2007: Medamyen otah
- 2007: Me'uhav kol halaila
- 2007: Mi'kol otam ha'pizmonim
- 2007: Mitztaer
- 2007: Nishba lach kan
- 2007: Olam mushlam
- 2007: Pitzrika
- 2007: Regashot
- 2007: Shmuot
- 2007: Ze muzar
- 2009: Isha sheli
- 2009: Isha ve gam yelda
- 2009: Lamut mikin'a
- 2009: Lanetzah bni
- 2009: Meturaf
- 2009: Meusheret
- 2009: Motek shel isha
- 2009: Rotze she tahzeri
- 2009: Sha'at prida
- 2009: Shomrani elTov ba lev
- 2009: Yaf'ufa
- 2009: Ze ani
- 2010: Al chaval dak
- 2010: Derech le'chaim
- 2010: Dohir letoch
- 2010: Eifah es
- 2010: Jungle Song
- 2010: Liyeled
- 2010: Mechake lach
- 2010: Mi shemamin
- 2010: Nashika achas
- 2010: Teni li
- 2010: Tsheari
- 2010: Yadata shezeh
- 2010: Zar kisufim
- 2012: Ahuva sheli
- 2012: Boher me hadash
- 2012: Deja-vu
- 2012: Eih hu ohev
- 2012: Haim shlemim
- 2012: Kol kah yafa
- 2012: Kshe at ito
- 2012: Levadi
- 2012: Lu haiti yahol
- 2012: Malhey ha melahim
- 2012: Mamri
- 2012: Mangina
- 2012: Meleat ahava
- 2012: Nagat lee baleev
- 2012: Osher amiti
- 2012: Parpar
- 2012: Shuvi yaldonet
- 2013: Al tomri
- 2013: At
- 2013: Chazak mimeni
- 2013: Ein emet bamazalot
- 2013: Eshal eloaych (& Ofer Nisim)
- 2013: Eten lach
- 2013: Ga'aguim
- 2013: Ha'etz shebagan
- 2013: Halev al haschulchan
- 2013: Hi lo at
- 2013: Israel
- 2013: Kol hachalomot
- 2013: Kshe'at einech
- 2013: Menagenet et chayai
- 2013: Okeanus
- 2013: Rak techayechi
- 2013: Status meohav
- 2014: אהבה ללא גבולות
- 2014: אהבתי בלחש
- 2014: אני מקווה
- 2014: גבר מאוהב
- 2014: גבר של אישה אחת
- 2014: דרך חזרה
- 2014: הלב פצוע
- 2014: הלילה תרקדי
- 2014: ואולי ביום יפ
- 2014: מבעד לדמעה
- 2014: מתפלל
- 2014: צללים של דמותה
- 2014: שיר לסבא
- 2014: שר מאהבה
- 2014: Yamin yagido
- 2015: Al tilchi
- 2015: Besof kol yom
- 2015: Haahava hayeshana sheli
- 2015: Hachaim acharaich
- 2015: Hashamaim hem hagvul
- 2015: Knaf haruach
- 2015: Kne lecha haver
- 2015: Kshetigdal
- 2015: Litrof et kol haolam
- 2015: Mila tova
- 2015: Neetzar haolam
- 2015: Shishi batzohoraim
- 2015: Shkarim
- 2015: Shuv leheov
- 2015: Techayech
- 2015: Tizrok layam
- 2016: Ach yakar
- 2016: Ata hamelech (& Chaim Israel)
- 2016: Bati elaich
- 2016: Chazak yoter
- 2016: Dvash basfataim (& Shlishiat Ma Kashur)
- 2016: Eyal Golan kore lach
- 2016: Hopa pa
- 2016: Kdey she'elech
- 2016: Kmo tzoani
- 2016: Lean heganu
- 2016: Melech ha'olam
- 2016: Rahok mekan
- 2016: Rokedet baleylot
- 2016: Rokedet im hashir
- 2016: Tamid bishvilech (& Alin Golan)
- 2016: Tov lach ito